# 李薇 (1981年)
李薇（英語：Li Wei，1981年—），是一名政治學博士，前香港中文大學政治與行政學系助理教授。

## 事件

### 拾取路祭貢品自行食用
有一自稱「香港中文大學政治及行政學系助理教授李薇」的臉書帳號，呼籲香港市民相應中央政府政府的節約糧食政策，並對屋苑居民浪費食物的行為表示批評，並撿拾其中部分食材，及要求其家傭將其烹煮。此帳號經李薇前學生證實，是其常用帳號。

隨後李薇接受香港獨立媒體訪問，表示其對食物浪費感到心痛，便開始檢拾祭品食用，聲稱其女兒對此抱持開放態度。採訪期間，其建議記者撿拾水果製作果汁。

### 懷疑違規使用長者八達通
2021年1月17日，臉書專頁「潮文社」發表一段影片，片中一名貌似李薇的女人在港鐵深水埗站因違規使用長者八達通，被港鐵職員包圍。片中此女子情緒激動，表示希望報警及不滿職員批評，同時聲稱「我用錯八達通」、及自己身為「中文大學老師」，並批判港鐵職員為資本家的走狗。港鐵證實此女子遭查票時，起初拒絕合作，其後港鐵報警。警方證實一名39歲女子遭查票，在受到勸喻後出示身份證明文件。港鐵職員隨後向涉事女人徵收附加費，而未有進行票控。中大學生會前會長張秀賢表示，依其上課時對李薇的印象，涉事女子是李薇。有媒體表示，「有人報稱自己用錯父親持有的長者八達通」。
蘋果日報、香港01等媒體其後向李薇本人求證，均未收到正面回應。惟李薇回覆香港01之查詢，指：「這位女子想要表達的東西應該已經可以從影片資料上看到。謝謝關注」。